# Yared Shegumo
Yared Neda Shegumo (Addis Abeba, 10 gennaio 1983) è un maratoneta etiope naturalizzato polacco.

## Palmarès
| Anno                            | Manifestazione   | Sede           | Evento      | Risultato  | Prestazione | Note |
| ------------------------------- | ---------------- | -------------- | ----------- | ---------- | ----------- | ---- |
| In rappresentanza dell' Etiopia |                  |                |             |            |             |      |
| 1999                            | Mondiali allievi | Bydgoszcz      | 400 m piani | Semifinale | 48"93       |      |
| In rappresentanza della Polonia |                  |                |             |            |             |      |
| 2014                            | Europei          | Zurigo         | Maratona    | Argento    | 2h12'00     |      |
| 2016                            | Giochi olimpici  | Rio de Janeiro | Maratona    | 128º       | 2h31'54"    |      |
| 2018                            | Europei          | Berlino        | Maratona    | dnf        | dnf         |      |

## Campionati nazionali
2003
- Oro ai campionati polacchi under 23, 5000 m piani - 14'02"53

2004
- Bronzo ai campionati polacchi, 5000 m piani - 14'15"31
- Oro ai campionati polacchi indoor, 3000 m piani - 8'07"53
- Argento ai campionati polacchi under 23, 5000 m piani - 13'58"34

2006
- Oro ai campionati polacchi indoor, 3000 m piani - 8'03"52

2011
- 4º ai campionati polacchi, 5000 m piani - 14'18"58

2013
- 5º ai campionati polacchi, 5000 m piani - 14'32"19

2014
- Oro ai campionati polacchi, 10000 m piani - 30'18"77

## Altre competizioni internazionali
2007
- 16º alla Saint Dominik Road Race ( Danzica), 9,35 km - 28'43"

2011
- Oro alla Biegnij Warszawo ( Varsavia) - 29'37"
- 9º alla Saint Dominik Road Race ( Danzica), 9,35 km - 29'48"
- Oro al Memoriał Bogusława Psujka ( Oleśnica), 6 km - 17'41"

2012
- Bronzo alla Maratona di Dębno ( Dębno) - 2h15'19"
- Argento alla Maratona di Varsavia ( Varsavia) - 2h15'26"
- Argento alla Mezza maratona di Varsavia ( Varsavia) - 1h04'15"
- Oro alla Bieg Chomiczowki ( Varsavia), 15 km - 47'52"

2013
- Oro alla Maratona di Varsavia ( Varsavia) - 2h10'34"
- 4º alla maratona di Łódź ( Łódź) - 2h12'14"
- 6º alla Mezza maratona di Varsavia ( Varsavia) - 1h03'42"
- 5º alla Mezza maratona di Radom ( Radom) - 1h05'50"
- Oro alla Legionowska Dycha ( Legionowo) - 30'48"

2014
- Oro alla maratona di Łódź ( Łódź) - 2h10'41"
- 4º alla Mezza maratona di Cracovia ( Cracovia) - 1h04'42"
- 5º alla Bieg Ursynowa ( Varsavia), 5 km - 14'17"
- Oro alla PZU Warsaw ( Varsavia), 5 km - 14'20"

2015
- 8º alla Maratona di Berlino ( Berlino) - 2h10'47"
- 4º alla maratona di Łódź ( Łódź) - 2h12'14"
- Argento alla PZU Cracovia Królewski ( Cracovia), 5 km - 14'20"

2016
- 6º alla Maratona di Varsavia ( Varsavia) - 2h15'05"

2017
- Bronzo alla Maratona di Düsseldorf ( Düsseldorf) - 2h12'33"
- 14º alla Maratona di Francoforte ( Francoforte sul Meno) - 2h15'24"
- 7º alla Mezza maratona di Varsavia ( Varsavia) - 1h03'45"
- 4º alla Bieg Ursynowa ( Varsavia), 5 km - 14'35"

2018
- 6º alla Maratona di Varsavia ( Varsavia) - 2h13'53"

2019
- 29º alla Maratona di Valencia ( Valencia) - 2h11'40"